# Horst Kinitz
Horst Kinitz (* 12. April 1936) ist ein ehemaliger deutscher Politiker (parteilos).

## Leben
Nach dem Abitur studierte Kinitz an der Friedrich-Schiller-Universität Jena Germanistik und Sport sowie extern Physik und beendete das Studium mit dem Abschluss Diplom-Fachlehrer. Von 1960 bis 1971 war er als Lehrer an einer Polytechnischen Oberschule tätig und anschließend als Fachschuldozent an der Fachschule für Ökonomie (FSÖ) „Ernst Thälmann“ in Rodewisch. Im Jahr 1990 war er Doktorand an der Hochschule für Verkehrswesen in Dresden.
Kinitz ist parteilos. Ab Mai 1990 war er in der Regierung de Maizière Staatssekretär im Ministerium für Arbeit und Soziales und übernahm die Leitung der Zentralen Arbeitsverwaltung.
Im Jahr 1991 wurde Kinitz Direktor des Arbeitsamts in Pirna. Dort schied er im Jahr 2000 aus.